# Christopher Wood
Christopher M. Wood FRSC es un destacado profesor de Biología de la Universidad McMaster. Su investigación se ocupa principalmente de la fisiología de los peces.
Fue educado en la Universidad de Columbia Británica y obtuvo un Bachelor of Science en 1968, una maestría en 1971 y por último un doctorado de la Universidad de Anglia del Este en 1974. Se unió a la facultad de la Universidad McMaster en 1976, donde desarrolló investigaciones en la Cátedra de Investigación de Canadá en Medio Ambiente y Salud. Fue nombrado miembro de la Real Sociedad Canadiense en 2003 y galardonado con la Medalla Miroslaw Romanowski en 2007. También fue galardonado con la Medalla Fry de la Sociedad Canadiense de Zoólogos en 1999.